# Thiornis sociata
Thiornis sociata — викопний вид птахів родини пірникозових (Podicipedidae), що існував наприкінці міоцену (7,2-5,3 млн років тому). Скам'янілі рештки птаха знайдені у муніципалітеті Ліброс в провінції Теруель на сході Іспанії. Відомий з майже цілісного скелета, в якому відсутній череп, але включаює відбитки хвоста і навіть деяких пір'їн. Зовнішнім виглядом птах був схожим на сучасних пірникоз, тіло сягало 35 см завдовжки.